# Holden Camira
Holden Camira – samochód osobowy klasy średniej produkowany w latach 1982-1989 przez australijską firmę Holden. Była to konstrukcja oparta na płycie podłogowej GM J-body. Samochód zastąpił modele Torana i Sunbird.
Po początkowo dobrych wynikach sprzedaży, zainteresowanie modelem na rynku znacznie spadło. Ostatecznie doprowadziło to do końca produkcji w 1989 roku. Jako następca na rynek australijski przygotowany został Holden Apollo, przestylizowana wersja Toyoty Camry. Na rynku nowozelandzkim wprowadzono zaś debiutującego w Europie Opla Vectrę A. Łącznie wyprodukowano 151.807 egzemplarzy Camiry (85.725 JB, 36.953 JD i 29.129 JE).
Pierwsza generacja modelu, oznaczona jako JB, produkowana była w latach 1982-1984. Początkowo Camira JB dostępna była wyłącznie jako 4-drzwiowy sedan, w 1993 zadebiutowała wersja kombi. Do napędu używano gaźnikowego silnika R4 o pojemności 1,6 l i mocy maksymalnej 87 KM (64 kW). Mógł on współpracować z 4-biegową skrzynią manualną bądź 3-biegowym automatem. Nadwozia wersji kombi eksportowane były do Wielkiej Brytanii gdzie służył jako baza dla montażu modelu Vauxhall Cavalier wagon.
Druga generacja, JD, zadebiutowała w 1984 roku. Nadwozie otrzymało bardziej aerodynamiczne kształty. Do gamy jednostek napędowych dołączył silnik R4 1.8 z wielopunktowym wtryskiem paliwa o mocy 115 KM (85 kW), współpracował on z nową 5-biegową manualną skrzynią biegów. Stosowano go w lepszych wersjach wyposażeniowych modelu. W połowie 1986 roku z powodu wprowadzenia ostrzejszych wymogów co do czystości spalin zmniejszono moc silnika 1.8 do 85 KM (63 kW - zastosowano katalizator oraz jednopunktowy wtrysk paliwa). Produkcję drugiej generacji zakończono w 1987 roku.
Ostatnie wcielenie Camiry, JE, produkowane było w latach 1987-1989. Nieznacznie zmodernizowano wygląd nadwozia, dodano także nowy silnik R4 2.0 o mocy maksymalnej 115 KM (85 kW) 5200 obr./min i momencie obrotowym 176 Nm przy 3200 obr./min.

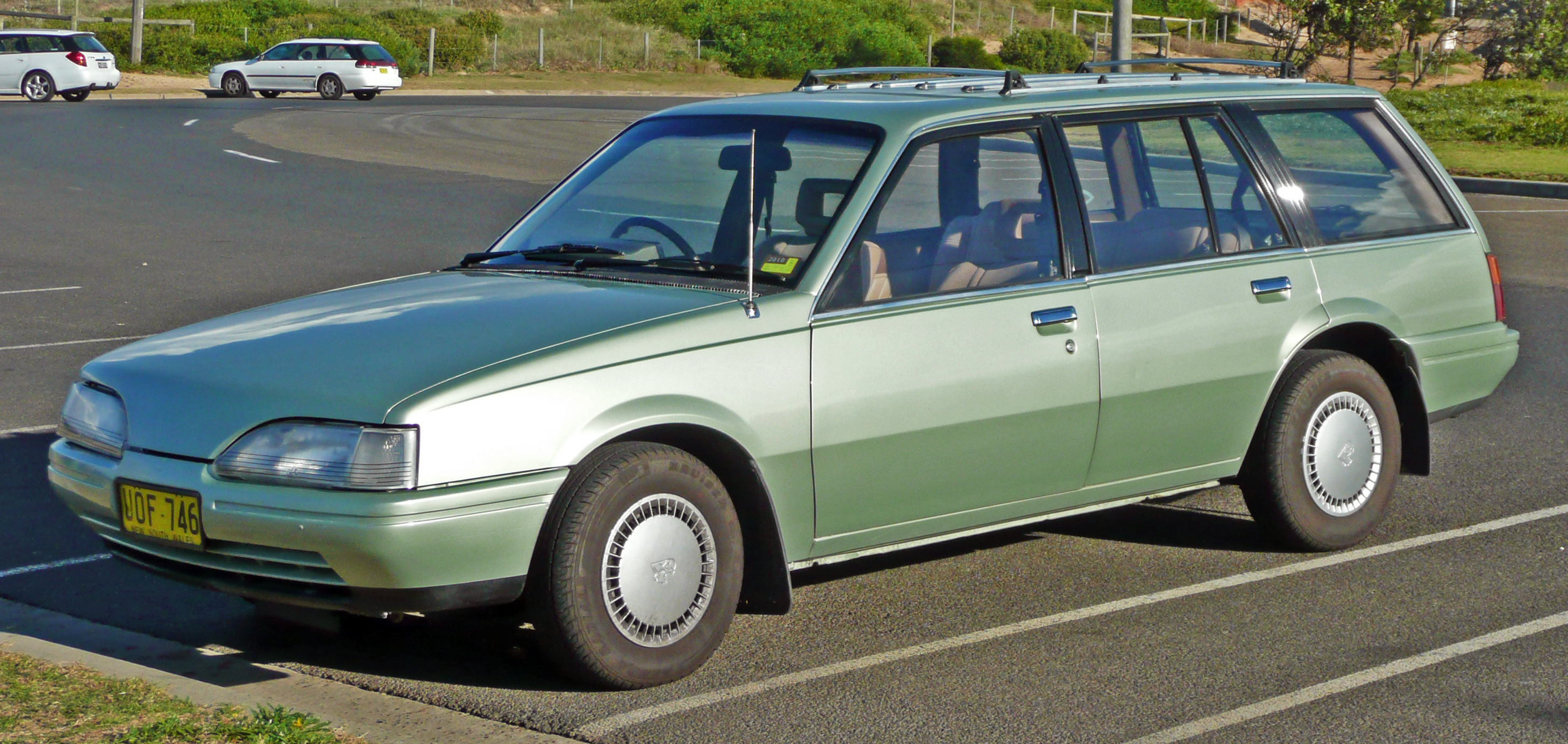
1984-1986 Holden JD Camira SLX kombi
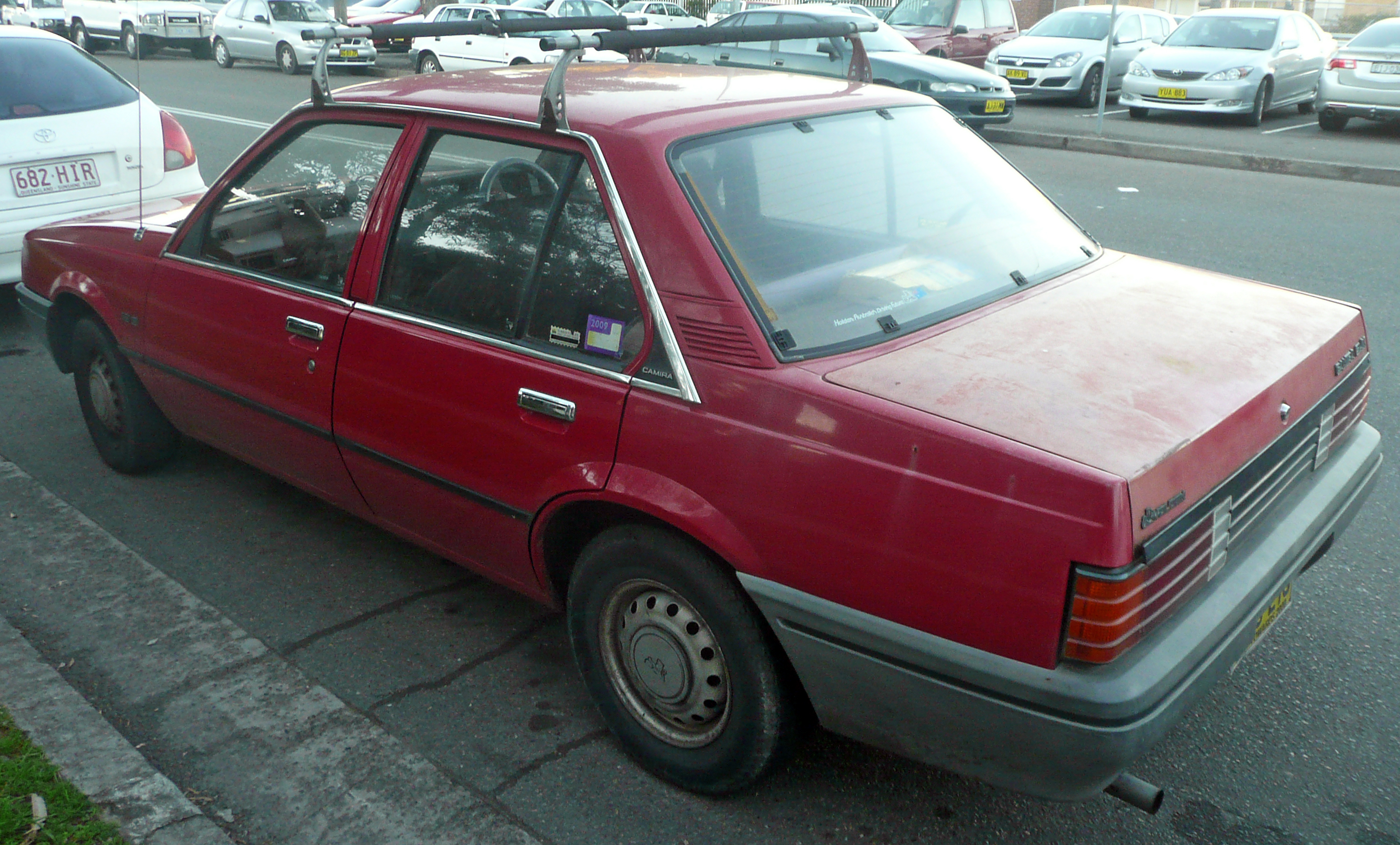
1984-1986 Holden JD Camira SLX sedan
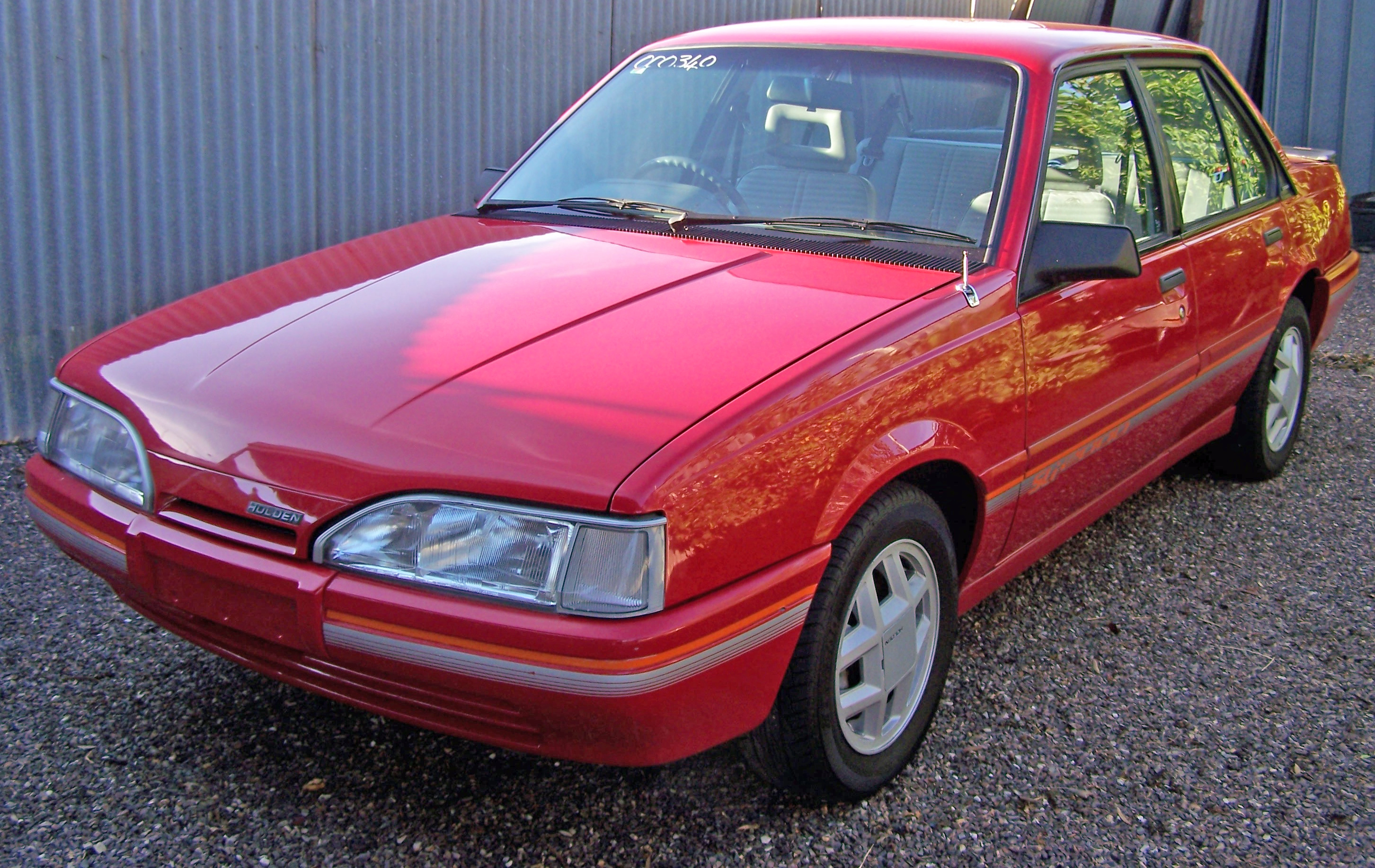
1987 Holden JE Camira SLi 2000 sedan
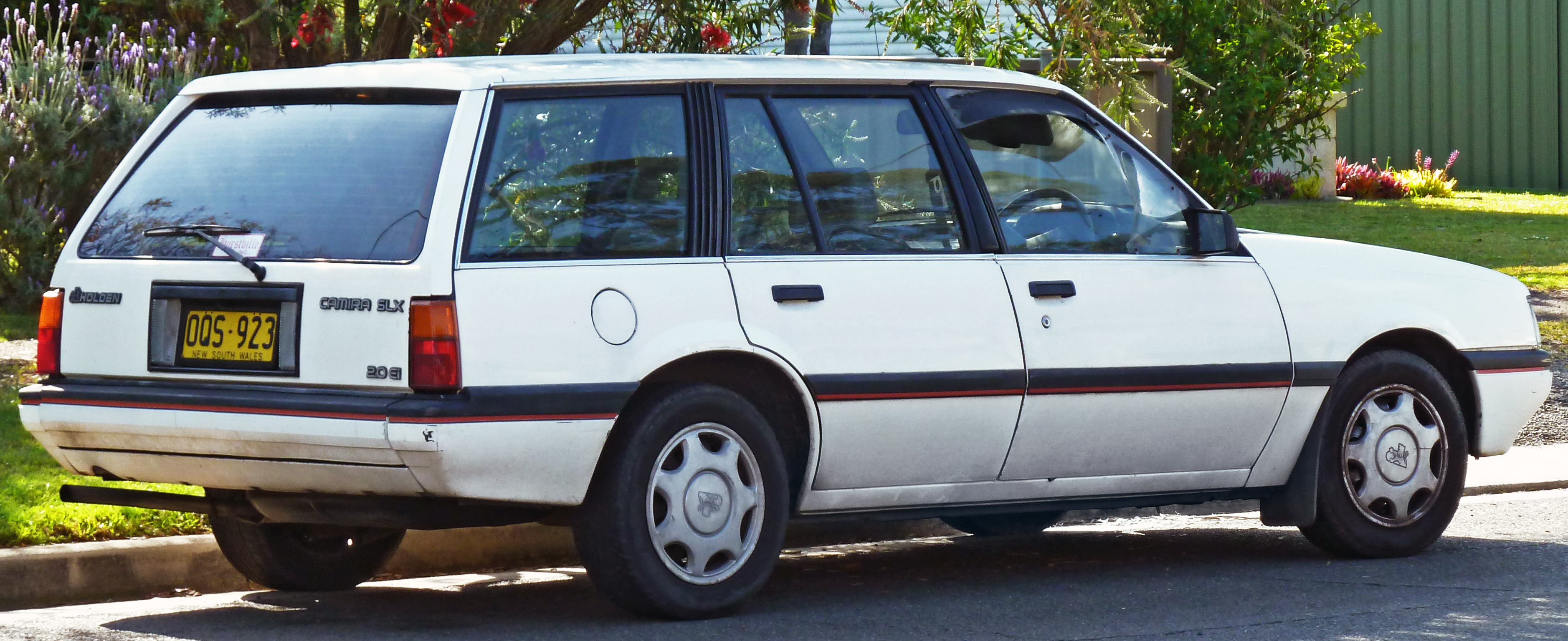
1987-1989 Holden JE Camira SLX kombi